# Hertha Firnberg Schulen für Wirtschaft und Tourismus
Die Hertha Firnberg Schulen für Wirtschaft und Tourismus sind ein Zusammenschluss aus einer Höheren Bundeslehranstalt für wirtschaftliche Berufe (HLW), einer Höheren Lehranstalt für Tourismus (HLT) und einer Hotelfachschule (HOFA) im 22. Wiener Gemeindebezirk.

## Namensherkunft
Die Schulen wurden nach Hertha Firnberg, der ersten sozialdemokratischen Ministerin Österreichs, benannt.
Der Plural „Schulen“ wird bewusst eingesetzt, da es sich um einen Zusammenschluss von drei verschiedenen Schultypen (HLW, HLT & HOFA) in einem Schulhaus handelt.

## Architektur und Gebäude

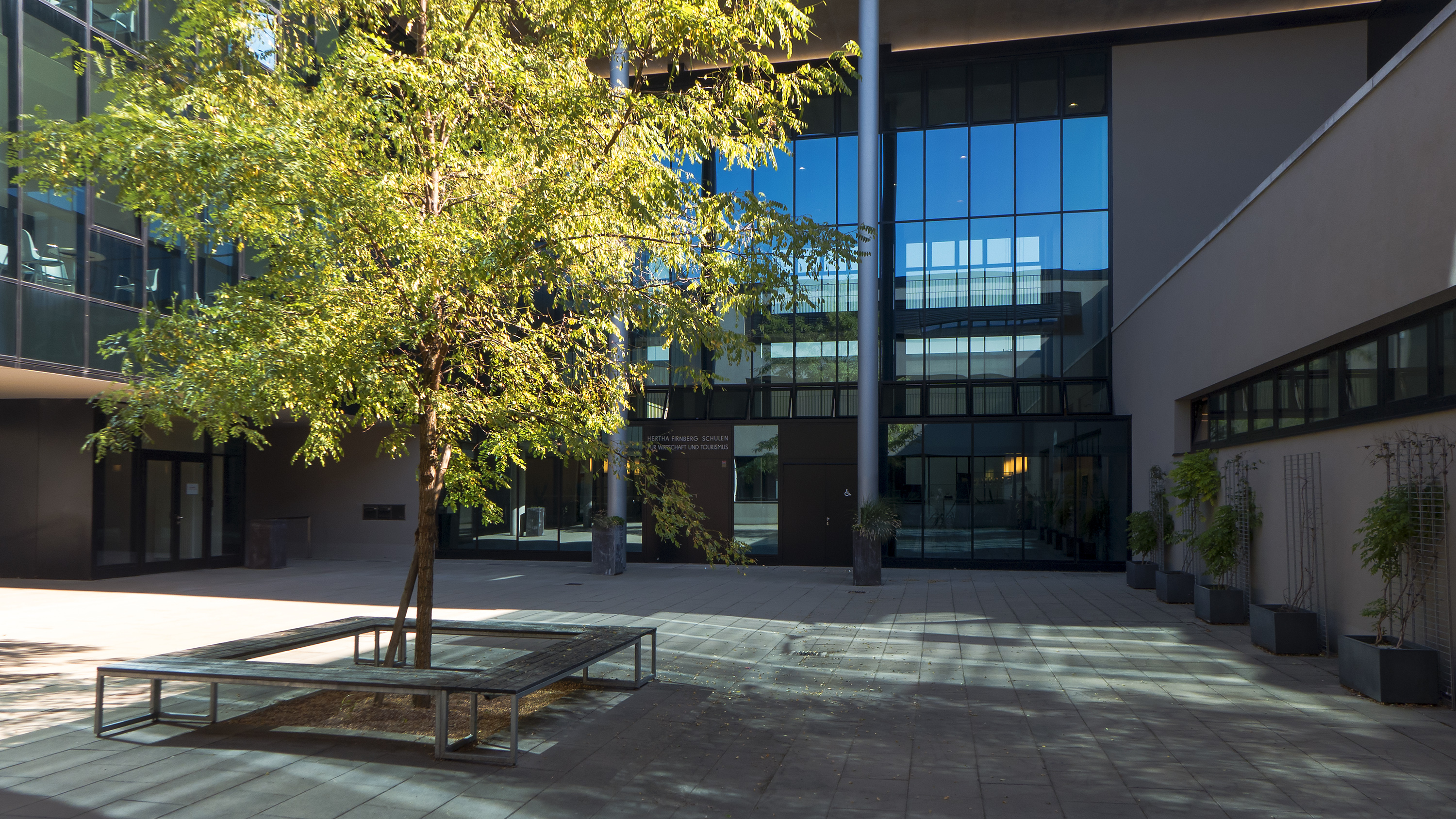
Im Innenhof

Das vom deutschen Architekturbüro AMP konzipierte Gebäude wurde bis 2010 im Rahmen des Zubaus des angrenzenden Bernoulligymnasiums erbaut. Es verfügt über 2 Obergeschoße, sowie einen ausgebauten Keller, in dem sich neben Garderoben für die Schüler auch die Zugänge zum hauseigenen Turnsaal, sowie zur gemeinsam mit dem Bernoulligymnasium genutzten Turnhalle und des Sportplatzes befinden.
Durch Einplanung von großen Glasfassaden und weiten Fenstern konnte eine sehr helle Atmosphäre im Gebäude erzielt werden, welche allerdings im Sommer zu hohen Temperaturen im Gebäude führt. Das Fehlen von Klimaanlagen im Schulgebäude wird teilweise durch den Einsatz von automatischen Rollläden kompensiert.
Die Schule verfügt über mehrere Küchen und Speiseräume, in denen die Schüler im Rahmen des Unterrichts arbeiten.
Weiters verfügt die Schule über:
- eine Bibliothek
- eine Lernzone
- ein Café
- ein Hotel-Lobby ähnliches Foyer
- einen Genderraum (Tagungsraum der Gender-Steuergruppe)

In Pausen können die Schüler das von den Tourismusklassen im Foyer bereitgestellte Pausenbuffet, oder das von den Schülern betriebene, hauseigene Café besuchen.

## Pädagogische Arbeit, Ausstattung und Angebote
Der Name „Hertha Firnberg Schulen“ leitet sich von den drei verschiedenen Schultypen und ihren Ausbildungsschwerpunkten ab, welche in einem Haus zusammengefasst sind.
Höhere Lehranstalt für Tourismus (HLT)
- Marketing & touristisches Management (MTM)
- International Business & Tourism (IBT)

Höhere Lehranstalt für wirtschaftliche Berufe (HLW)
- Interkulturelle Kompetenz & Wirtschaft (IKW)
- Wirtschaft & Management mit Verantwortung (WiV)
- Kommunikations- und Mediendesign (KoMd)

Hotelfachschule (HOFA)
- Gastronomie-Management

Außerhalb der Unterrichts können sich die Schüler im Genderteam, beim Relais de la Memoire, in einem schuleigenen Debattierklub, beim Karrierecoaching, oder in der Schülervertretung einbringen.
Die Schule legt hohen Wert auf Gender-Mainstreaming und wurde unter anderem im Jahr 2015 mit dem Österreichischen Schulpreis in der Kategorie Gendergerechtigkeit ausgezeichnet. Jährlich findet im Haus eine Veranstaltung namens „Gendermania“ (angelehnt an Starmania) statt, bei der jede Klasse ein Projekt zum Thema Gender-Mainstreaming in einer Show-Atmosphäre vorstellen darf.